# Thomas Cahill
Thomas Cahill (ur. 29 marca 1940 w Nowym Jorku, zm. 18 października 2022 tamże) – amerykański pisarz i naukowiec, autor kilku bestsellerów.

## Życiorys
W 1964 ukończył studia z zakresu literatury klasycznej i filozofii średniowiecznej na Fordham University. Od 1990 kierował działem religijnym wydawnictwa Doubleday. Był autorem światowego bestsellera Jak Irlandczycy ocalili cywilizację.

## Ważniejsze publikacje
- How The Irish Saved Civilization: The Untold Story of Ireland's Heroic Role from the Fall of Rome to the Rise of Medieval Europe (1996), wyd. polskie Jak Irlandczycy ocalili cywilizację
- The Gifts of the Jews: How a Tribe of Desert Nomads Changed the Way Everyone Thinks and Feels (1999)
- Desire of the Everlasting Hills: The World Before and After Jesus (2001)
- Sailing the Wine Dark Sea: Why The Greeks Matter (2004)
- Mysteries of the Middle Ages: The Rise of Feminism, Science, and Art from the Cults of Catholic Europe (2006)